# Elethyia
Elethyia is een geslacht van vlinders van de familie grasmotten (Crambidae).

## Soorten
- E. albirufalis (Hampson, 1919)
- E. minerva Bleszynski, 1965
- E. subscissa Christoph, 1877
- E. taishanensis Caradja, 1937